# شینیا نیشیکاوا
شینیا نیشیکاوا (انگلیسی: Shinya Nishikawa؛ زادهٔ ۱۲ ژوئن ۱۹۷۴) بازیکن فوتبال اهل ژاپن است.
از باشگاه‌هایی که در آن بازی کرده‌است می‌توان به باشگاه فوتبال یوکوهاما مارینوس اشاره کرد.